# Садур, Нина Николаевна
Нина Николаевна Садур (15 октября 1950 или 15 сентября 1950, Новосибирск — 12 ноября 2023, Москва) — российский драматург, прозаик и сценарист.
Член Союза писателей СССР. Была членом Русского ПЕН-Центра, но вышла в знак протеста. Лауреат премии журнала «Знамя» (1997).

## Биография
Родилась 15 октября 1950 года в Новосибирске в семье поэта Николая Перевалова и учительницы русского языка и литературы Виктории Колесниковой.
Писать начала с конца 1970-х годов, печататься стала с 1977 года — первая её публикация состоялась в журнале «Сибирские огни».
В 1983 году окончила Литературный институт имени А. М. Горького, где занималась на семинаре Виктора Розова и Инны Вишневской.
В начале своей творческой карьеры, ещё не будучи любимой ученицей Розова, чтобы заработать на жизнь, ей пришлось устроиться в один из столичных театров мыть полы.
В 1989 году выпустила свой первый полноценный сборник пьес «Чудная баба».
С 1989 года — член Союза писателей СССР.
Первым поставил её пьесу «Чудная баба» режиссёр Студенческого театра МГУ Е. Славутин. За ним последовали Ленком, Театр имени М. Н. Ермоловой и «Бенефис». С течением времени география премьер все больше расширялась (Вильнюс, Тбилиси и др.).
Нина Садур приобрела известность и за рубежом. Так, в Швеции в начале 1990-х на радио прозвучала пьеса «Чудная баба», а спектакль «Красный парадиз» стал сенсацией среди стокгольмской публики. Её книги издаются в Финляндии, Англии, Германии, Словакии и даже в Японии.
В 2014 году поддержала присоединение Крыма к России. Участвовала в литературном фестивале 2016 года в Севастополе.
Дочь — Екатерина Олеговна Садур (род. 1973), писательница.
С 27 октября 2023 года Нина Садур находилась в реанимации. Скончалась 12 ноября 2023 года в Москве на 74-м году жизни после тяжёлой продолжительной болезни. Церемония прощания с писательницей состоялась 14 ноября в Малом зале Центрального дома литераторов, отпевание прошло 15 ноября в храме Святителя Николая Мирликийского в Бирюлёве. Похоронена на кладбище «Ракитки» (уч. 50).

## Творчество
Творческая манера Н. Садур определяется по-разному. Драматурга часто относят к авангарду (М. И. Громова), постмодернизму (Н. Л. Лейдерман и М. Н. Липовецкий), русскому абсурдизму (Б. С. Бугров, И. А. Канунникова), магическому реализму (Е. В. Старченко). Сама Садур, вопреки неоднозначным суждениям о её творчестве, считала себя самым консервативным писателем России.

### Пьесы
- 1981 — «Чудная баба»
- 1981 — «Уличенная ласточка»
- 1982 — «Группа товарищей»
- 1984 — «Ехай»
- 1985 — «Панночка»
- «Лунные волки»
- «Брат Чичиков»
- «Памяти Печорина»
- «Нос»
- 2012 — «Доктор сада»

### Романы и повести
- 1992 — «Юг»
- 1993 — «Ветер окраин»
- 1994 — «Чудесные знаки спасенья»
- 1994 — «Сад»
- 1995 — «Заикуша»
- 1996 — «Девочка ночью»
- 1997 — «Немец»

### Сценарии к фильмам и сериалам
- «Мужчины его женщины»
- «Я — это ты»[14]
- «Таксистка»
- «Ростов-папа»

### Экранизации
В 1999 году вышел сериал «Ласточка» (режиссёр Кирилл Серебренников), в основу которого легла пьеса Нины Садур «Уличённая ласточка».